# Сен-Прива-де-Пре
Сен-Прива́-де-Пре (фр. Saint-Privat-des-Prés) — коммуна во Франции, находится в регионе Аквитания. Департамент — Дордонь. Входит в состав кантона Монпон-Менестероль. Округ коммуны — Перигё.
Код INSEE коммуны — 24490.

## География

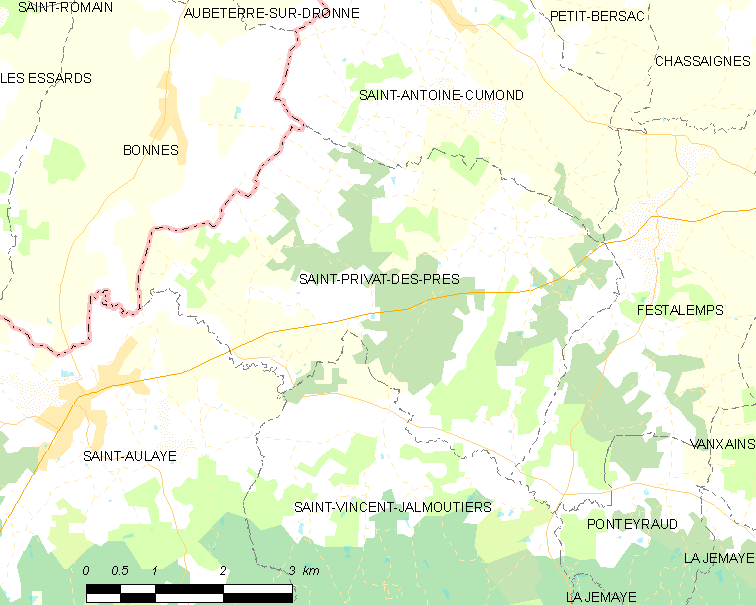
Карта коммуны

Коммуна расположена приблизительно в 440 км к юго-западу от Парижа, в 80 км северо-восточнее Бордо, в 40 км к западу от Перигё.
На юге коммуны протекает река Ризон.

### Климат
Климат умеренный океанический со средним уровнем осадков, которые выпадают преимущественно зимой. Лето здесь долгое и тёплое, однако также довольно влажное, здесь не бывает регулярных периодов летней засухи. Средняя температура января — 5 °C, июля — 18 °C. Изредка вследствие стечения неблагоприятных погодных условий может наблюдаться непродолжительная засуха или случаются поздние заморозки. Климат меняется очень часто, как в течение сезона, так и год от года.

## Население
| Год  | Численность | Численность |
| ---- | ----------- | ----------- |
| 2013 | 600         |             |
| 2015 | 531         | [ 8 ]       |
| 2016 | 1182        | [ 9 ]       |
| 2017 | 528         | [ 10 ]      |
| 2018 | 527         | [ 3 ]       |

## Администрация
| Период | Период | Фамилия              | Партия       | Примечания                              |
| ------ | ------ | -------------------- | ------------ | --------------------------------------- |
| 1997   | 2020   | Паскаль Русси-Надаль | беспартийный | служащий органа местного самоуправления |

## Экономика
В 2010 году среди 304 человек трудоспособного возраста (15-64 лет) 162 были экономически активными, 142 — неактивными (показатель активности — 53,3 %, в 1999 году было 62,9 %). Из 162 активных жителей работали 147 человек (75 мужчин и 72 женщины), безработных было 15 (8 мужчин и 7 женщин). Среди 142 неактивных 18 человек были учениками или студентами, 56 — пенсионерами, 68 были неактивными по другим причинам.

## Достопримечательности
- Церковь Св. Привата (XII век). Исторический памятник с 1862 года[12]
- Замок Мот[фр.] (XIII век)
- Замок Менарди (XVII век)

## Фотогалерея

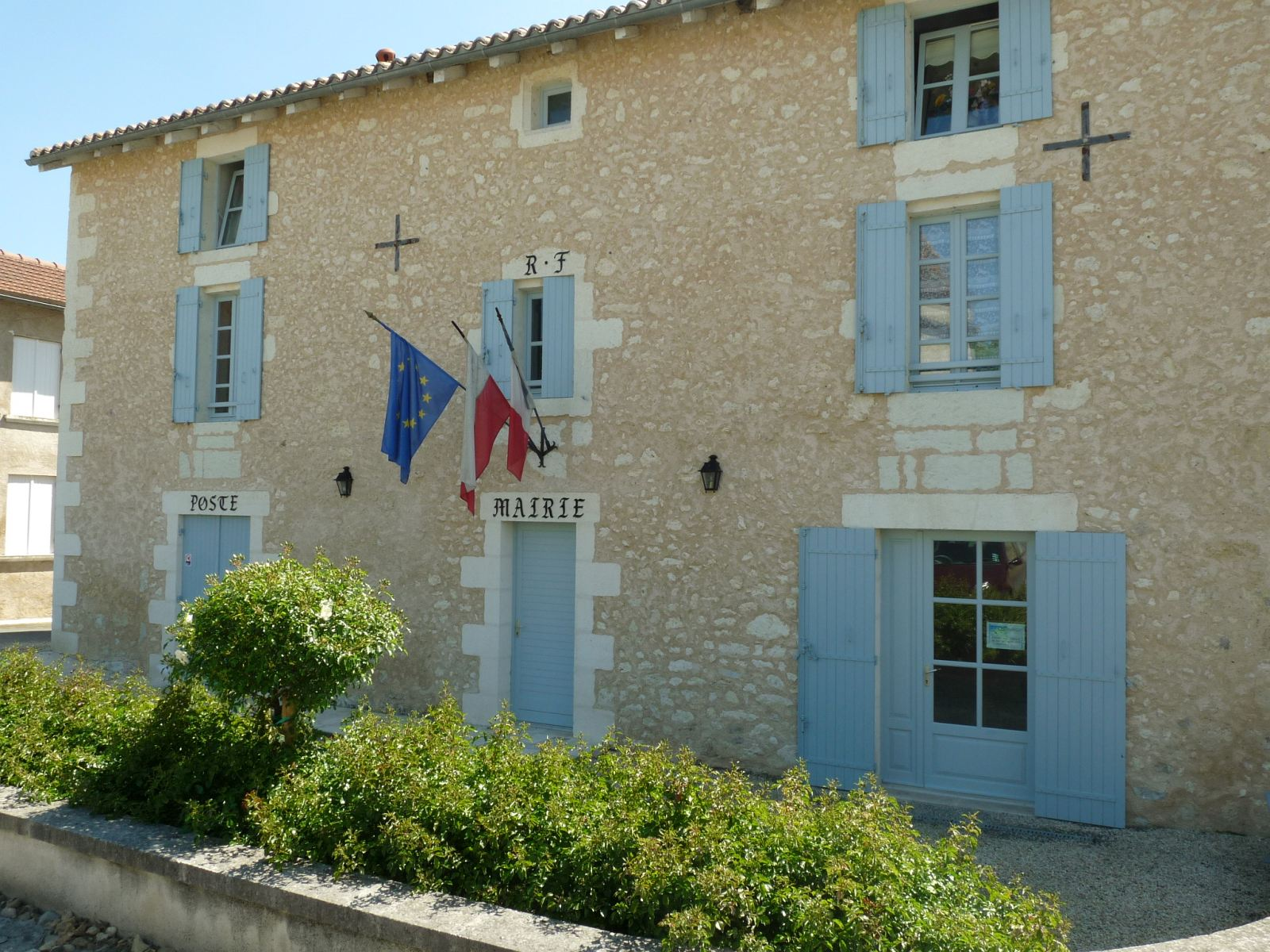
Мэрия
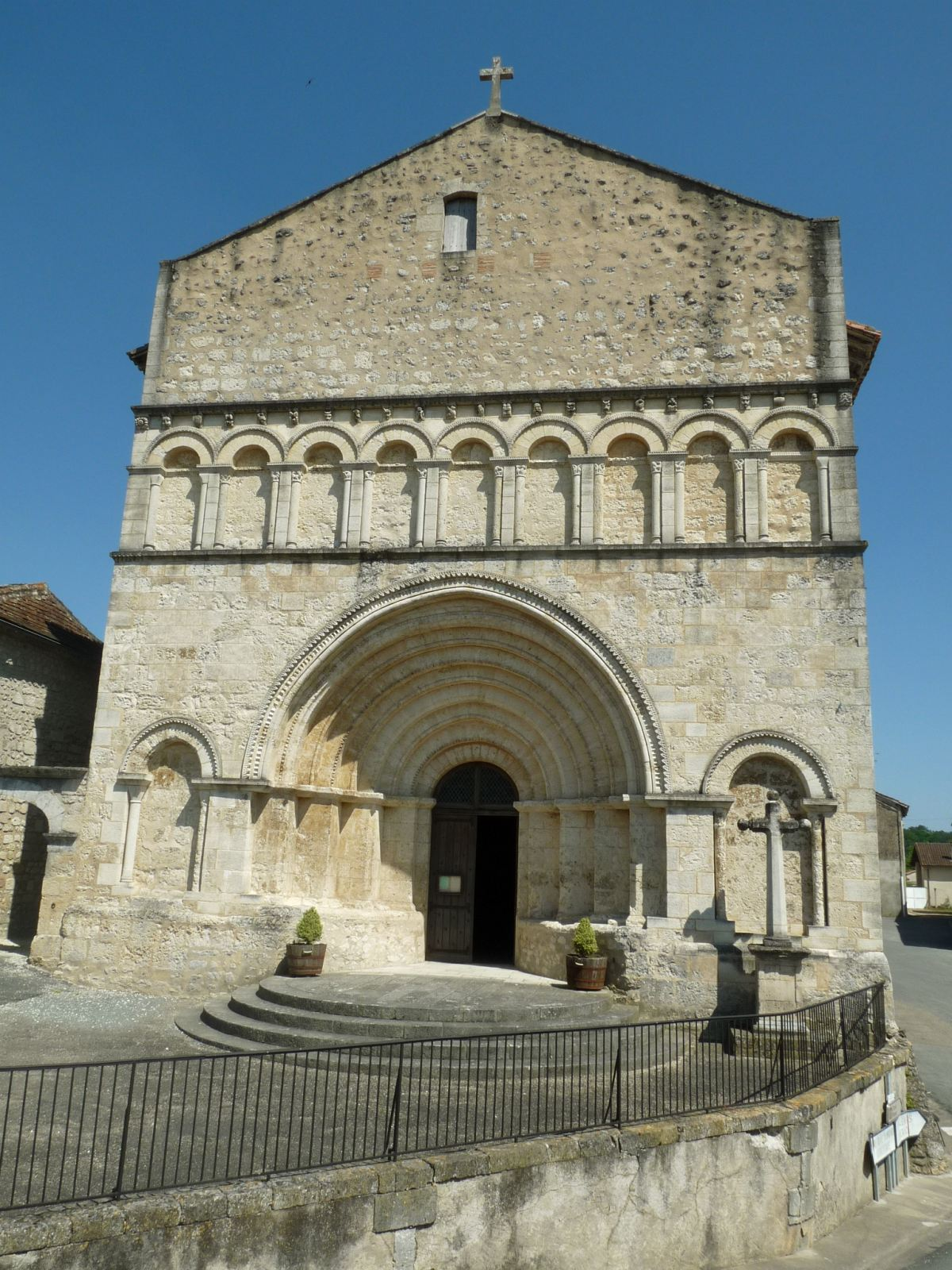
Церковь Св. Привата
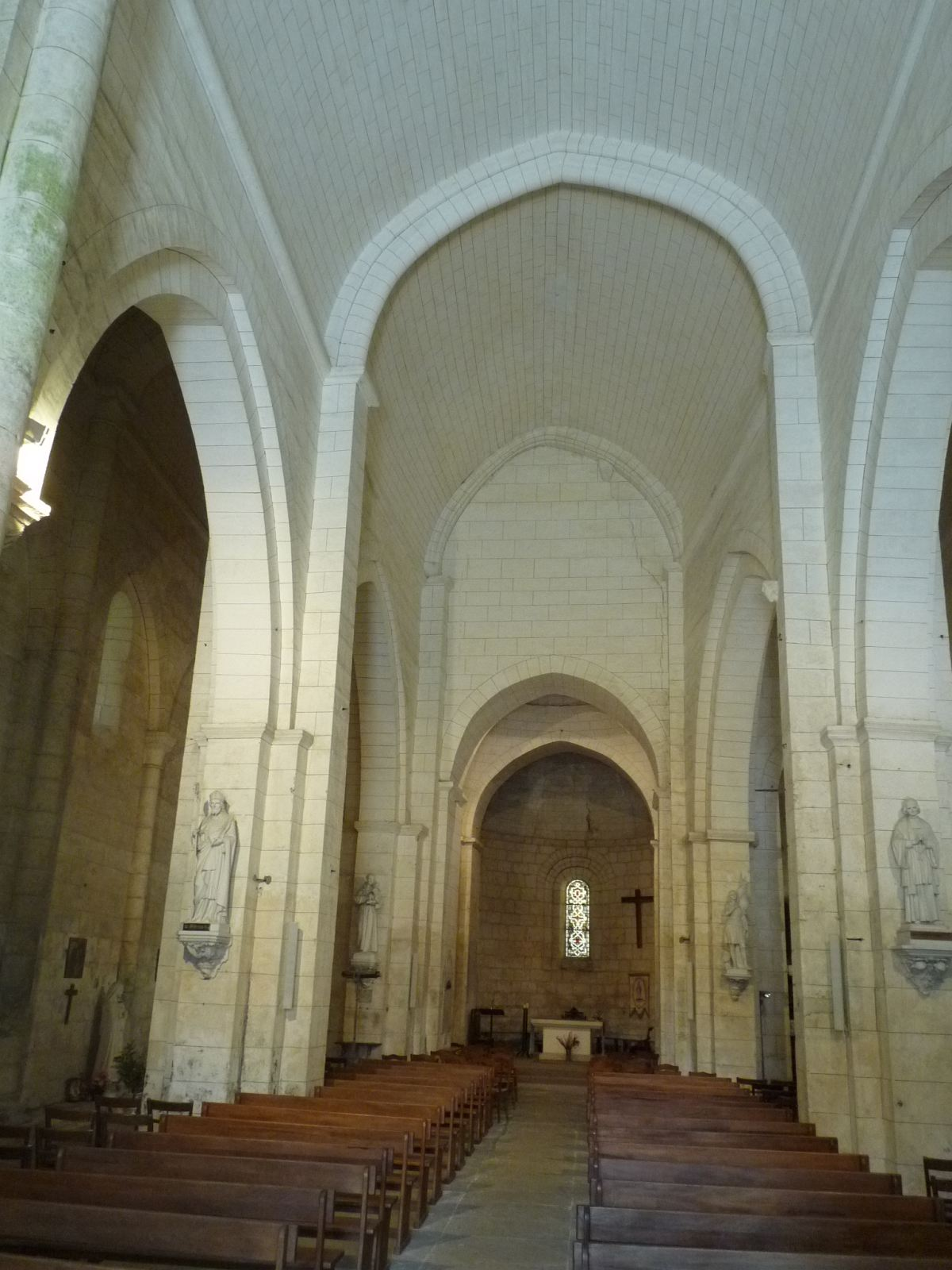
Интерьер церкви Св. Привата
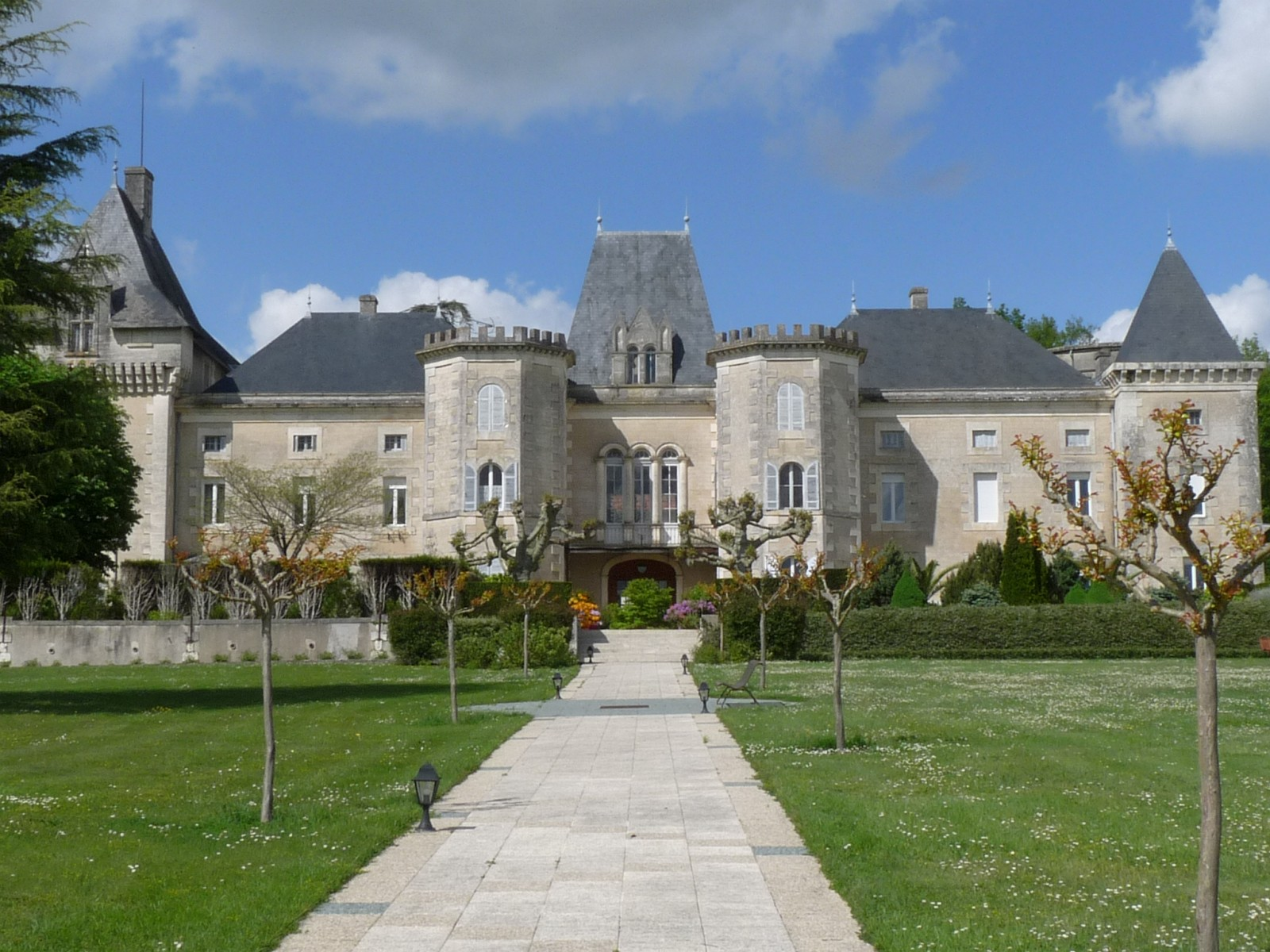
Замок Менарди